# Robert Leroux
Robert Leroux (Casablanca, Marruecos, 22 de agosto de 1967) es un deportista francés que compitió en esgrima, especialista en la modalidad de espada. Estuvo casado con la esgrimidora Valérie Barlois.
Participó en dos Juegos Olímpicos de Verano, obteniendo una medalla de bronce en Atlanta 1996, en la prueba por equipos (junto con Jean-Michel Henry y Éric Srecki), y el cuarto lugar en Barcelona 1992, en la misma prueba.
Ganó seis medallas en el Campeonato Mundial de Esgrima entre los años 1991 y 1997.

## Palmarés internacional
| Juegos Olímpicos   | Juegos Olímpicos            | Juegos Olímpicos  | Juegos Olímpicos   |
| Año                | Lugar                       | Medalla           | Prueba             |
| ------------------ | --------------------------- | ----------------- | ------------------ |
| 1996               | Atlanta (Estados Unidos)    | Medalla de bronce | Espada por equipos |
| Campeonato Mundial |                             |                   |                    |
| Año                | Lugar                       | Medalla           | Prueba             |
| 1991               | Budapest (Hungría)          | Medalla de plata  | Espada por equipos |
| 1993               | Essen (Alemania)            | Medalla de plata  | Espada por equipos |
| 1994               | Atenas (Grecia)             | Medalla de oro    | Espada por equipos |
| 1995               | La Haya (Países Bajos)      | Medalla de plata  | Espada individual  |
| 1995               | La Haya (Países Bajos)      | Medalla de plata  | Espada por equipos |
| 1997               | Ciudad del Cabo (Sudáfrica) | Medalla de bronce | Espada individual  |